# Jogos teatrais
Jogos Teatrais é o termo utilizado em português para designar qualquer estrutura de jogo que possa ser utilizado no teatro, seja dramático (a partir de textos de teatro), cenas, esboços ou improvisações, ou também na forma de jogos lúdicos ou brincadeiras.
Em uma forma mais específica, Jogos Teatrais são a designação dos jogos improvisatórios desenvolvidos pela diretora teatral norte-americana Viola Spolin, para fins de preparação de atores profissionais ou na utilização do teatro para iniciantes ou mesmo nas atividades escolares. Toda a obra de Viola Spolin está editada no Brasil, pela Editora Perspectiva, com tradução de Ingrid Dormien Koudela e de Eduardo Amos (Improvisação para o Teatro e O Jogo Teatral no Livro do Diretor).
Segundo a própria Viola Spolin esta estrutura teatral foi desenvolvida a partir de pressupostos aprendidos em sua experiência com Neva Boyd, no trabalho social com imigrantes.

## Jogos Teatrais de Viola Spolin
Os jogos teatrais não são quaisquer jogos, mas uma preparação e vivência da prática teatral, onde estruturas operacionais (O QUÊ, QUEM, ONDE) procuram possibilitar a experiência das convenções da interpretação teatral e de suas técnicas na forma de vivências de jogos de teatro.
Cada jogo é construído a partir de um FOCO específico, desenvolvido a partir de instruções e regras que levam o jogador a desenvolver formas da arte teatral. Sua base é a experiência prática e social do grupo e do ator, onde são fisicalizadas as possíveis experiências, que estão relacionadas em vários de seus livros com as específicas instruções. Procura-se, com os jogos teatrais, desenvolver uma forma de prática teatral que não seja elaborada apenas na mente do ator ou jogador, mas por sua vivência.
Seu método propõe que o teatro seja feito por qualquer pessoa que pode aprender a atuar e ter uma experiência criativa pelo teatro, afirmando que teatro não tem nada a ver com talento. Os jogos teatrais são fortemente fundamentados nas técnicas de interpretação de Stanislavski e Brecht.
Maria Lucia Souza Barros Puppo considera o sistema de jogos teatrais "a operacionalização lúdica dos princípios inerentes ao método das ações físicas de Stanislavski (Regras do jogo na escola in Dossiê Jogos Teatrais. Revista Fênix)". Ingrid Koudella aprofundou-se nos preceitos brechtianos presentes na obra de Spolin.
Princípios:
| “ | Qualquer um pode atuar, qualquer um pode improvisar, qualquer um pode adquirir as habilidades e competências para ser o senhor dos palcos. Teoria e Fundamentos pg. 3 IN Improvisation for Theater, 1999 | ” |

Método:
| “ | Aprendemos pela experiência e pela experimentação e, antes de mais nada, ninguém ensina nada para alguém. (cap. Teoria e Fundamentos pg. 3 in Improvisation for Theater, 1999 | ” |

## Traduções ao português
O trabalho de Viola Spolin torna-se conhecido no Brasil em 1978, primeiramente como ferramenta pedagógica e depois como método de interpretação, a partir da tradução ao português de seu primeiro livro por Ingrid Koudela e Eduardo Amos.
- Improvisação para o teatro, 1978, tradução da primeira edição norte-americana de 1963.
- O jogo teatral no livro do diretor, 2000.
- Jogos teatrais: O fichário de Viola Spolin, 2000.
- O jogo teatral na sala de aula, 2007.

## Publicações sobre os jogos teatrais
| Obra                            | Editora         | Publicação | Autor(a)       |
| ------------------------------- | --------------- | ---------- | -------------- |
| Um vôo brechtiano               | Ed. Perspectiva | 1992       | Ingrid Koudela |
| Texto e jogo                    | Ed. Perspectiva | 1999       | Ingrid Koudela |
| Brecht na Pós-modernidade       | Ed. Perspectiva | 2001       | Ingrid Koudela |
| Jogos teatrais                  | Ed. Perspectiva | 2006       | Ingrid Koudela |
| Brecht: Um jogo de aprendizagem | Ed. Perspectiva | 2007       | Ingrid Koudela |

## Artigos
- «Dossiê Jogos Teatrais 30 Anos Revista Fênix, julho 2010»
- «Bibliografia sintética sobre Jogos Teatrais in Revista Fênix vol 7. Ano 7» (PDF)
- «Maria Abadia Cardoso. Jogos Teatrais na Sala de Aula: Um Manual para o Professor  - Artigo completo na Revista Fênix, abril de 2007.» 🔗 (PDF)
- «Dossiê teatro educação com 13 artigos Revista Sala Preta ECA USP 2002 São Paulo, v. 2, p. 282-289, 2002.» 🔗
- «Neva Leona Boyd e Viola Spolin, jogos teatrais e seus paradigmas Artigo de Robson Camargo in Dossiê teatro educação Revista Sala Preta ECA USP 2002 São Paulo, v. 2, p. 282-289, 2002.» 🔗
- «Artigo de Ricardo Japiassu sobre a fisicalização e o ensino de arte, discutindo Viola Spolin e Vygotsky, baseado em sua dissertação de mestrado 2000.» 🔗
- «Neva Leona Boyd e os Jogos Teatrais - Robson Camargo - Revista Fênix.»